# Virginia Holst
Virginia Holst (født 14. august 1940) er en amerikansk født tidligere kommunalpolitiker og borgmester. Hun sad 28 år i kommunalbestyrelsen i Hvalsø Kommune - heraf ni år som borgmester 1998-2007 for Venstre. I ni år var Holst borgmester for Venstre i den daværende Hvalsø Kommune og var kendt som den eneste borgmester i Danmark, der ikke havde dansk statsborgerskab.